# Кёддерич
Кёддерич (нем. Ködderitzsch) — община в Германии, в земле Тюрингия. 
Входит в состав района Веймар. Подчиняется управлению Бад Зульца. Население составляет 124 человека (на 31 декабря 2010 года). Занимает площадь 2,81 км².